# Bob-Europameisterschaft 1966
Die Bob-Europameisterschaft 1966 wurde letztlich nur am 22. Januar 1966 im deutschen Garmisch-Partenkirchen auf der dortigen Olympia-Bobbahn Rießersee im Zweierbob-Wettbewerb der Männer ausgetragen. Ursprünglich sollte auf der Natureisbahn eine Woche später auch ein Wettbewerb im Viererbob stattfinden. Durch steigende Temperaturen wurde aber eine Austragung im deutschen Wintersportort unmöglich. Zunächst erklärten sich Mitte Februar die Betreiber der Natureisbahn in St. Moritz bereit, die Austragung der Viererbob-EM am 19. und 20. Februar unter der Voraussetzung zu übernehmen, dass eine ähnliche Starterliste wie beim Zweierbob-Wettbewerb zustande käme. Als sich aber mit Gastgeber Schweiz und Italien nur zwei Länder meldeten, sagten die Veranstalter die Austragung kurz darauf endgültig ab. Die EM war der letzte große Wettbewerb auf der Bobbahn der Olympischen Winterspiele von 1936, sie wurde anschließend geschlossen.

## Zweierbob-Ergebnis
Wie im Vorjahr profitierte der olympische Silbermedaillengewinner von Innsbruck Erwin Thaler aus Österreich von außergewöhnlichen Umständen und kam zu seinem zweiten Europameistertitel. In Anwesenheit der favorisierten britischen Olympiasieger und Weltmeister Nash/Dixon gelang dem Tiroler Erwin Thaler vor allem ein schneller zweiter Lauf. So lagen die Österreicher vor dem zweiten Tag aussichtsreich in Position für die Titelverteidigung, so der Glaube bis dahin. Allerdings setzte am Sonntag, den 23. Januar massives Tauwetter ein, so dass eine weitere Fortführung des Wettbewerbs nicht möglich war. So wurde reglementsgemäß der Zwischenstand als Endresultat gewertet. Das Duo Nash/Dixon verpasste eine Medaille letztlich sehr knapp, sieben Hundertstel Rückstand trennten sie vom Bronzeplatz.
| Rang | Athleten                        | Bob                      | 1. Lauf | 2. Lauf | Gesamtzeit  |
| ---- | ------------------------------- | ------------------------ | ------- | ------- | ----------- |
| 1    | Erwin Thaler Adolf Koxeder      | Österreich II            | 1:19,05 | 1:17,84 | 2:36,89 min |
| 2    | Manfred Hofer Karl Pichler      | Österreich III           | 1:18,52 | 1:19,21 | 2:37,73 min |
| 3    | Anton Pensperger Helmut Wurzer  | BR Deutschland II        |         |         | 2:38,61 min |
| 4    | Franz Wörmann Hubert Braun      | BR Deutschland I         |         |         | 2:38,65 min |
| 5    | Anthony Nash Robin Dixon        | Vereinigtes Königreich I |         |         | 2:38,68 min |
| 6    | Ion Panțuru Nicolae Neagoe      | Rumänien I               |         |         | 2:39,16 min |
| 7    | Max Kaltenberger Hans Ritzl     | Österreich II            |         |         | 2:39,72 min |
| 8    | Hans Zoller Walter Weiersmüller | Schweiz III              | 1:20,23 | 1:19,59 | 2:39,82 min |

## Medaillenspiegel
| Platz | Nation         | Gold | Silber | Bronze |
| ----- | -------------- | ---- | ------ | ------ |
| 1     | Österreich     | 1    | 1      | —      |
| 2     | BR Deutschland | —    | —      | 1      |